# Austrian Business Agency
Государственная организация «Austrian Business Agency» («ABA-Invest in Austria») является структурой Австрийской Республики по размещению иностранных предприятий на территории страны и подчиняется Федеральному министерству по делам науки, НИОКР и экономики Австрии. Организация отвечает за привлечение и обслуживание иностранных предприятий, которые хотят обосноваться в Австрии. Организация АВА предоставляет информацию по экономической ситуации в Австрии и даёт консультации международным инвесторам по вопросам, касающимся выбора места ведения экономической деятельности.
Организация по привлечению инвестиций была создана под изначальным названием «ICD Austria» в 1982 году государственной структурой ÖIAG (компанией, управляющей долями государства в предприятиях) и была переименована в 1995 году в «Austrian Business Agency» («ABA)». По случаю 25-й годовщины со дня основания в 2007 году, организация «АВА» изменила свой корпоративный дизайн и с тех пор использует название «ABA-Invest in Austria» вместо «Austrian Business Agency», в целях более четкого определения назначения структуры. В организации «ABA-Invest in Austria» занято 25 сотрудников.
Организация «АВА» обслуживала ряд известных международных предприятий в рамках учреждения их представительств в Австрии, среди которых были такие компании, как Sony, Infineon, Ikea, Matsushita Electric Works, Hutchison Mobilfunk, Holmes Place или Starbucks.
Подразделение организации «АВА» под названием «Location Austria» с 1997 года занимается продвижением Австрии как площадки для съемок кинолент международного масштаба. Подразделение «Location Austria» совместно со структурой «Austria Wirtschaftsservice GmbH» («aws») отвечают за реализацию мероприятий поддержки в рамках инициативы «Австрия как место для съемок кинолент» («Film Industry Support Austria — FISA»). FISA — это инициатива Федерального министерства по делам науки, НИОКР и экономики в целях поддержки съемок кинофильмов, предоставляющая безвозвратную ссуду в размере 25 процентов от подлежащих субсидированию производственных расходов, возникающих в Австрии.

## Сферы деятельности
В борьбе за привлечение прямых капиталовложений Австрия конкурирует с международным сообществом государств. Организация по привлечению инвестиций «АВА» занимается продвижением Австрии как места для ведения бизнеса и ставит перед собой задачу и далее повышать репутацию Австрии как страны с развитой промышленностью. Австрия занимает четвертое место в рейтинге самых богатых стран ЕС, однако всё ещё главным образом воспринимается как страна туризма и культуры.
Организация «АВА» занимается поддержкой иностранных компаний при учреждении фирм в Австрии на бесплатной основе. Организация предоставляет инвесторам информацию о стране как площадке для ведения экономической деятельности, а также информирует по вопросам экономических, политических и юридических условий. Кроме того, к сфере деятельности организации «АВА-Invest in Austria» относится установление всех необходимых контактов в Австрии, а также консультирование по вопросам выбора места размещения предприятия и предоставление соответствующей информации, такой, как данные по факторам затрат (например, расходы на оплату труда и инфраструктурные издержки), налоговые вопросы, или характеристики различных отраслей экономики в стране. Поддержка предприятиям оказывается и на этапе дальнейших инвестиций.

## Прямые международные капиталовложения в Австрии
В 2018 году, австрийская государственная организация по привлечению иностранных капиталовложений ABA-Invest in Austria сумела добиться рекордного результата, разместив на территории Австрии 355 международных компаний. Объем инвестиций составил 734,48 миллиона евро, было создано 2.888 новых рабочих мест.
Из Германии, традиционно сильнейшего инвестора в нашей стране, 108 компаний разместились в Австрии. Таким образом, в прошлом году около трети всех бизнес-проектов государственной организации «АВА» идут на счёт Германии.
Швейцария с размещением 36 новых предприятий обогнала Италию (здесь количество новых предприятий составило 28). 14 новых предприятий из Великобритании вдвое увеличили показатель прошлого года (тогда их было 7).
Также постоянный интерес был продемонстрирован странами Центральной, Восточной и Юго-восточной Европы. В 2018 году их участие в количестве 88 предприятий составило почти четверть от всех проектов агентства АВА. Наиболее интенсивно здесь были представлены Венгрия (17 предприятий), Словения (14 предприятий), Россия (10 предприятий) и Словакия (8 предприятий).
Обосновавшись в Австрии, 32 новые компании занимаются исследованиями и разработками, а 29 предприятий реализуют свою деятельность в производственном секторе. Среди отраслей наиболее ярко представлены услуги, связанные с информационными технологиями / системами телекоммуникаций / программным обеспечением (56 предприятий) и экономикой (55 предприятий). Выбор 22 стартапов в 2018 был сделан в пользу Австрии.
Рейтинговые показатели по федеральным землям — Вена опережает Нижнюю Австрию и Зальцбург
И в 2018 году в Австрийской столице, городе Вене, разместилось большинство, а именно 182 международных компаний (2017: 157). Самой успешной федеральной землей после Вены стал Зальцбург с размещением 32 компаний (2017: 29), опередив Зальцбург, разместивший 30 новых компаний (2017: 42). В пользу Штирии свой выбор сделали 29 предприятий (2017: 26), в пользу Каринтии — 22 (2017: 27). Далее следуют Тироль, разместивший 18 новых предприятий (2017: 26) и Форарльберг — 16 новых предприятий (2017: 7). 15 предприятий оказалось в Верхней Австрии (2017: 23), шесть — в Бургенланде (2017: 5). Пять компаний разместились одновременно в нескольких федеральных землях.
| Год                | 2004 | 2005 | 2006 | 2007 | 2008 | 2009 | 2010 | 2011 | 2012 | 2013 | 2014 | 2015 | 2016 | 2017 | 2018 |
| Кол-во предприятий | 107  | 123  | 152  | 201  | 256  | 158  | 198  | 183  | 201  | 228  | 276  | 297  | 319  | 344  | 355  |